# Prensa Obrera
Prensa Obrera és un setmanari imprès i diari digital argentí editat pel comitè central del Partit Obrer. Ambdues versions es distribueixen sota llicència Creative Commons.
El seu primer número va publicar-se el 1982 i el 2010 va arribar a l'edició número mil. Compta amb un tiratge setmanal de 15.000 exemplars. Entre el 2019 i el 2023 va coexistir amb Política Obrera, la publicació editada per la tendència sorgida després de la crisi interna que va patir l'organització.

## Història
El diari és el successor d'una publicació il·legalitzada per la dictadura militar de Jorge Rafael Videla el 1976, igual que l'organització homònima, anomenada Política Obrera «en tant que no sols un propagandista i agitador col·lectiu, sinó també un organitzador col·lectiu, segons la definició de Lenin».
Seguint la tradició leninista, definida a la seva obra Què fer?, el setmanari constitueix un punt de referència de l'organització del partit així com una «eina de militància» dels seus simpatitzants. Marcelo Ramal, dirigent del Partit Obrer, va assenyalar sobre aquesta publicació que «és el nostre primer militant, perquè arriba a tot arreu».
Si bé els articles del diari apareixen a internet des del 1999 al lloc web del partit, el 3 de maig de 2018 va presentar-se un domini propi que rep 20 000 visites diàries.